# Cours de bonheur conjugal
Cours de bonheur conjugal est une pièce radiophonique d'André Maurois, diffusée à partir du 16 février 1950 sous le titre de Le Professeur de mariage et publiée pour la première fois chez Hachette en 1951.

## Diffusion

### Fiche technique
- Titre original : Le Professeur de mariage
- Mise en scène : Pierre Viallet
- Texte : André Maurois
- Musique : Pierre Philippe
- Acteurs : André Maurois, François Périer, Marie Déa, Marie Daëms
- Pays d'origine :  France
- Langue originale : français
- Genre : comédie
- Première diffusion :
  - France : 16 février 1950

### Résumé
Un universitaire français donne devant un amphithéâtre rempli d'étudiants un cours de mariage, durant lequel il présente une série de saynètes illustrant les différentes étapes de la vie d'un couple nommé Philippe et Marise Durand. À travers celles-ci, il cherche à mettre en évidence les bons comme les mauvais comportements des deux époux. 

La pièce se divise en douze parties, chacune étant l'objet d'une diffusion séparée :
1. « La cour et la conquête »
2. « Le voyage de noces »
3. « Lune de miel ou lune de mélasse »
4. « Mariage et amitié »
5. « Conflits mineurs »
6. « Des goûts et des couleurs »
7. « Les bonnes manières »
8. « Après dix ans »
9. « Les grands orages »
10. « Le séducteur »
11. « Catastrophe »
12. « Les noces d'argent »

## Éditions

### Éditions francophones
- André Maurois, Cours de bonheur conjugal, Paris, Hachette, 1951, 255 p.[2]
- André Maurois, Œuvres complètes : Ce que je crois - Un art de vivre - Sentiments et coutumes - Cours de bonheur conjugal - Destins exemplaires, t.  X, bois de Louis Jou, Paris, Grasset, 1952[4].
- André Maurois, Cours de bonheur conjugal, Paris, Le Club de la Femme, 1955[5].

### Traductions
- André Maurois, El profesor de matrimonios : curso de felicidad conyugal, traduction espagnole de María Luz Morales, Barcelona, J. Janés, 1952, 217 p.[6]
- André Maurois, Schule für Eheleute. Ein Buch für Eheleute und alle, die es werden wollen, Munich, Goldmann, 1955.

## Adaptations
- 1954 : L’École du bonheur conjugal, film allemand de Rainer Geis.
- 1965 : Le Bonheur conjugal, feuilleton télévisé en treize épisodes réalisé par Jacqueline Audry[7].